# Толстовка (Самарская область)
 Толсто́вка — деревня в Хворостянском районе Самарской области в составе сельского поселения Абашево.

## География
Находится на левом берегу реки Чагры на расстоянии примерно 24 километра по прямой на запад от районного центра — села Хворостянка.
В деревне есть единственная улица — Речная, по ней числится 34 дома.

## История
Деревня основана была в XIX веке. Заселена была переселенцами Пензенской, Тамбовской и Симбирской губерний. По переписи 1859 года значилось: 30 дворов, 214 жителей. В 1882 году: 31 двор, население − 169 человек. В 1910 году: 30 дворов, население — 192 человека.

## Население
Постоянное население составляло 53 человек (русские 100 %) в 2002 году, 38 в 2010 году.